# أوكوايلاس
بلدية أوكوايلاس (بالإسبانية: Oquillas)‏، هي إحدى بلديات مقاطعة برغش، التي تقع في منطقة قشتالة وليون، والتي تقع في شمال غرب إسبانيا.
يبلغ عدد سكانها 79 نسمة وفقاً لإحصائية سنة (2002).